# Peżman Montazeri
Peżman Montazeri (ur. 6 września 1983 w Ahwazie) – irański piłkarz występujący na pozycji obrońcy w klubie Esteghlal Teheran oraz w reprezentacji Iranu. Znalazł się w kadrze na Mistrzostwa Świata 2014.